# 克下铁路

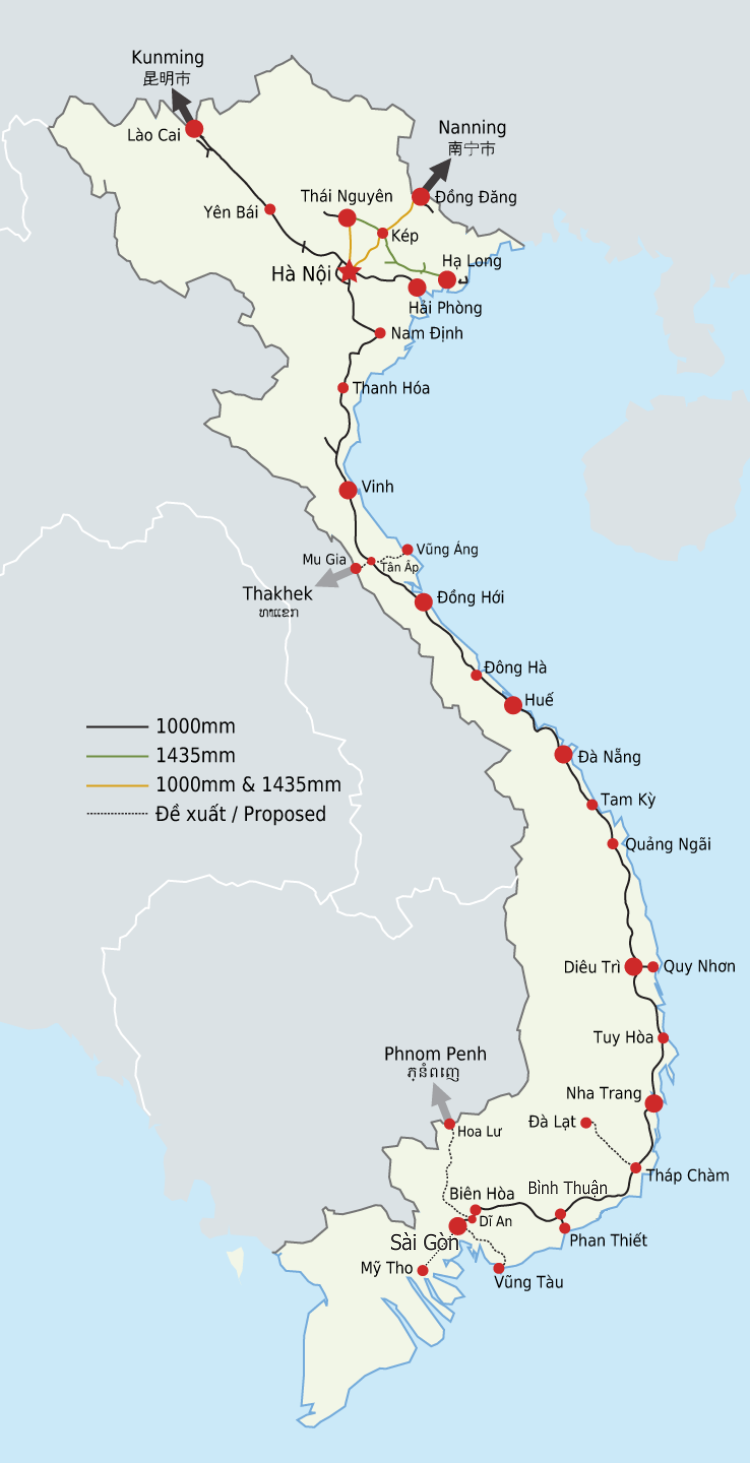

克下铁路，或写作𠄳下铁路，全称克夫－盖邻铁路，是一条连接越南北江省諒江县𠄳市镇克夫站至广宁省下龙市盖邻站的准轨铁路，铁路总长106公里。